# Андреа Шушњара
Андреа Шушњара (Сплит, 26. фебруар 1987) је хрватска певачица која је била такмичарка за Песму Евровизије 2009. године.
Андреа је са 20 година уз помоћ хемиотерапија успешно победила рак јајника. У мају 2010. године, придружила се Магазину, хрватском поп бенду из Сплита.

## Награде
- Сплитски фестивал 2004. године: Награда за најбољег дебитанта.
- Задарфест 2010. године: Гранд При за песму Хемија.
- Сплитски фестивал 2012. године: Сребрни талас - награда стручног жирија.

## Дискографија

### Синглови
- Ноа (2004)
- Кад зажмирим (2004)
- Људи с мора (2004)
- Лијепа Тена (са Игором Цукровим) (2009)
- Запјевајмо оно наше (2014)